# Casa Llorca
La casa Llorca és un edifici de Tortosa (Baix Ebre) protegit com a bé cultural d'interès local.

## Descripció
És un habitatge situat a la cantonada entre l'avinguda de Catalunya, núm. 1, i el passeig de l'Ebre, núm. 10, al barri de Ferreries. Consta de planta i dos pisos, en els quals s'obren sengles balconades als dos carrers. Es tracta de balconades de pedra amb plafons frontals treballats en calat. Hi ha també quatre balcons ampitadors amb barana treballada amb el mateix motiu. Les portes són allindades i les finestres amb arc escarser o de mig punt. L'angle de les dues façanes fa xamfrà i és on es troba la porta principal d'accés als pisos i una tribuna poligonal a nivell del primer pis, amb finestres emmarcades per columnes clàssiques i ample entaulament a sobre. Al pis superior es transforma en balconada. Com a remat superior de les façanes hi ha una ampla barana en forma de plafó continuat.
L'arrebossat simula carreus en els forjats i presenta decoració senzilla de tipus vegetal als emmarcaments.

## Història
Es tracta de l'antiga clínica de Llorca, metge ja mort. En un dels murs mitgers, més alt que el de la construcció contigua, s'hi podia llegir encara la placa que cita: «Dr. Llorca/ Medicina General/ Rayos X/ Gabinete de Electroterapia/ Corrientes Electricas. Diatecmia/ Rayos ultravioleta».